# (16596) Stephenstrauss
(16596) Stephenstrauss est un astéroïde de la ceinture principale.

## Description
(16596) Stephenstrauss est un astéroïde de la ceinture principale. Il fut découvert le 18 octobre 1992 à Kitt Peak par le projet Spacewatch. Il présente une orbite caractérisée par un demi-grand axe de 2,39 UA, une excentricité de 0,15 et une inclinaison de 2,1° par rapport à l'écliptique.

## Compléments